# Auriate
Auriate fue un condado del Reino de Italia situado al este de los Alpes, entre Cúneo y Saluzzo. Se fundó a finales del siglo IX. De él proviene el nombre de la comuna italiana de Valloriate.
El primer conde conocido fue Rodolfo, que murió en el 902 y dejó el condado a un franco de nombre Rogelio que había sido su lugarteniente. A este lo sucedió Arduino el Calvo que, entre 940 y 945, consiguió expulsar a los sarracenos del valle de Susa e integrar la región en el condado de Auriate. Arduino fue partidario de Berengario de Ivrea, que pretendió la corona de hierro de los lombardos en el 950. En el 951, Berengario reorganizó la Lombardía occidental; creó tres nuevas marcas para defender mejor la costa de las incursiones sarracenas: la de Génova, la de Montferrato y la de Turín. Arduino fue el primer marqués de Turín. El condado de Auriate desapareció como entidad separada, pero siguió siendo el centro de las propiedades de la familia de los Arduino durante al menos tres generaciones, hasta que Berta desposó a Otó del Vasto, del clan de los Aleram (Aleramici). Luego estas tierras pasaron a formar el núcleo del posterior marquesado de Saluzzo.
El nombre del condado, Auriate, se ha conservado en el nombre de la comuna de Valloriate.